# ألبرتو ماتشادو
ألبرتو ماتشادو (9 سبتمبر 1990 في بورتوريكو - ) هو ملاكم بورتوريكي.

## إحصائيات
خاض خلال مسيرته 22 نزالا، فاز في 21 وخسر في 1. فاز بالضربة القاضية في 17 نزالا.

## روابط خارجية
- ألبرتو ماتشادو على موقع بوكس ريك (الإنجليزية) (registration required)